# Route nationale 10 (Maroc)
Pour les articles homonymes, voir N10 et Route nationale 10.
 (novembre 2016).
Si vous disposez d'ouvrages ou d'articles de référence ou si vous connaissez des sites web de qualité traitant du thème abordé ici, merci de compléter l'article en donnant les références utiles à sa vérifiabilité et en les liant à la section « Notes et références ».
La route nationale 10, ou N10, est une route nationale marocaine de 900 km reliant Agadir à Errachidia en passant par Taroudant , Ouarzazate et Tinghir.

## Description
La N10 fut construite par la France pendant le protectorat.
Elle début à Agadir où la N10 reprend l'ancienne voie express 1714 entre Agadir et Taroudant. Cette voie express dessert l'Aéroport Agadir - Al Massira.

## Tracé

### Tronçon Agadir - Taroudant
Long de 64 km, ce tronçon à 2 x 2 voies, reliant Agadir à Taroudant était classé route provinciale (1714) jusqu'à 2018 où elle a été requalifiée en route nationale, intégrant ainsi la Nationale 10 qui va jusqu'à Errachidia.

#### Principales sorties[1]
- :Aït Melloul
- 6:  Aéroport d’Agadir - Al Massira
- 29:Ouled Teima
- 38: El Koudia el Beida
- 45:Khenafif
- 64:Taroudant

## Tronçon Taroudant - Ouarzazate
Le tronçon séparant la ville de Taroudant à Ouarzazate est long de 276 km et est aménagé en 2x1 voie en passant par les villes d'Aoulouz et de Taliouine.
À la suite de la nouvelle numérotation initié par le gouvernement en 2018 la N10 ne passe plus par le centre de Taroudant elle contourne la ville par l'absorbation de la 1706. C'est désormais la nouvelle 114 qui passe par le centre ville de Taroudant.
- Taroudant
- Intersection et début du tronc commun de 44 km avec la N7 : Tata
- Aït Iaaza
- Oulad Berhil
- Intersection et fin du tronc commun de 44 km avec la N7 : Marrakech / Sidi Bennour
- Aoulouz
- Assaki
- Intersection et début de la 106 : Igherm / Aferni (près de Tafraout)
- Taliouine
- Tazenakht
- Intersection et début de la 108 :  Agdz / Tazzarine – Alnif / Taghzoute n'Ait Atta (près de Tinghir)
- Intersection et début du tronc commun de 25 km avec la N9 : Tizi 'n'Tichka / Marrakech
- Ouarzazate
- Intersection avec l'Avenue Mohammed VI permettant d'accéder à  l'Aéroport de Ouarzazate
- Intersection et fin du tronc commun de 25 km avec la N9 : Zagora / M'Hamid El Ghizlaine

## Tronçon Ouarzazate - Errachidia
Le tronçon de la N10 sépare la ville de Ouarzazate à Errachidia sur une longueur de 298 km en passant par les villes de Boumalne Dadès et Tinghir. Il est aménagé en 2x1 voie.
- Ouarzazate
- Intersection et début de la N23 : Complexe solaire Noor Ouarzazate / Demnate / Ben Ahmed
- Kelaat M'Gouna
- Souk El Khémis Dadès
- Boumalne Dadès
- Intersection et début de la 704 : Agoubal
- Tinghir
- Intersection et début de la N12 : Kasba Tadla / Béni Mellal
- Aït Assa Ou Brahim
- Intersection et début de la 113 : Alnif
- Tinejdad
- Intersection et début de la 702 : Erfoud / Merzouga
- Goulmima
- Intersection et début du tronc commun avec la N13 : Midelt / Azrou
- Errachidia